# Hakui (Nawalparasi)
Hakui – gaun wikas samiti w zachodniej części Nepalu w strefie Lumbini w dystrykcie Nawalparasi. Według nepalskiego spisu powszechnego z 2001 roku liczył on 882 gospodarstw domowych i 5770 mieszkańców (2842 kobiet i 2928 mężczyzn).